# Housseras
Housseras település Franciaországban, Vosges megyében. Lakosainak száma 489 fő (2022. január 1.). Housseras Autrey, La Bourgonce és Jeanménil községekkel határos.

## Népesség
A település népességének változása:
| Lakosok száma | 505  | 498  | 503  | 489  | 486  | 485  | 486  | 488  | 489  |
|               | 2013 | 2015 | 2016 | 2017 | 2018 | 2019 | 2020 | 2021 | 2022 |